# 31 mars dans les chemins de fer
31 février 31 avril
Chronologies thématiques
- Croisades
- Sports
- Disney

Cette page concerne les événements qui se sont déroulés un 31 mars dans les chemins de fer.

## Événements

### XXesiècle
- 1938. Autriche : à la suite de l'Anschluss, annexion par la Deutsche Reichsbahn des chemins de fer autrichiens (ÖBB).
- 1965, Suisse : fermeture de la dernière ligne de tramway (Pérolles - Gare - Tilleul - Cimetière).
- 1992. France : la ligne 1 du métro de Paris est prolongée de 2,4 km jusqu'à la Défense.
- 2000 : France-Belgique : Air France décide d'abandonner la ligne Paris-Bruxelles et de transférer les clients de ses cinq vols quotidiens sur Thalys.

### XXIesiècle
- 2006. France : ouverture totale du fret ferroviaire à la concurrence. Outre la SNCF, plusieurs candidats disposent d'ores et déjà d'une licence d'entreprise ferroviaire : CFTA Cargo (Connex), Europorte 2 (Eurotunnel), Rail4Chem, B-Cargo (SNCB), CFL, Euro Cargo Rail (EWS).